# Palazzo Gaspare Basadonne
Il palazzo Gaspare Basadonne è un edificio storico italiano, sito in via dei Giustiniani 3, nel centro storico di Genova. È uno dei Palazzi dei Rolli che furono designati, al tempo della Repubblica di Genova, a ospitare gli ospiti di alto rango durante le visite di stato per conto del governo genovese.

## Storia e descrizione
Dimenticato dalle guide cittadine pubblicate tra il XVIII e il XIX secolo, il palazzo appartiene all'antica famiglia di Gaspare Basadonne, incluso nel tessuto edilizio medievale che circonda l'area del mercato di San Giorgio. Diventato proprietà di Bartolomeo Filippo Ferretto nel 1664, l'edificio viene ampliato e parzialmente ricostruito, occupando il suolo su cui insistevano due modeste unità immobiliari.
Questo radicale intervento di "ricucitura" ha dato alla costruzione un'identità compositiva tipica dell'architettura di palazzo, della quale, dopo innumerevoli trasformazioni, ben poco si coglie, se non la collocazione laterale della scala che si sviluppa su due rampe libere affacciate sul fianco..
Passato al ramo del fratello Stefano Ferretto, la cui discendenza conserva il possesso fino alle soglie dell'Ottocento, l'edificio non mostra agli occhi dell'osservatore attento il fasto che un tempo lo aveva contraddistinto.